# Karel Nepomucký
Karel Nepomucký (Prága, 1939. július 20. –) olimpiai ezüstérmes csehszlovák válogatott cseh labdarúgó, középpályás.

## Pályafutása

### Klubcsapatban
1956–57-ben a Dynamo Praha, 1958–59-ben a Dukla Pardubice, 1960 és 1969 között a Slavia Praha labdarúgója volt.

### A válogatottban
1963–64-ben hat alkalommal játszott a csehszlovák olimpiai válogatottban és három gólt szerzett. Tagja volt az 1964-es tokiói olimpiai játékokon ezüstérmes csapatnak. 1964-ben egy alkalommal szerepelt a csehszlovák válogatottban.

## Sikerei, díjai
Csehszlovákia
- Olimpiai játékok
  - ezüstérmes: 1964, Tokió